# Liste der Abgeordneten zum Tiroler Landtag (X. Gesetzgebungsperiode)
Diese Liste der Abgeordneten zum Tiroler Landtag (X. Gesetzgebungsperiode) listet alle Abgeordneten zum Tiroler Landtag in der X. Gesetzgebungsperiode vom 10. Juli 1984 bis zum 4. April 1989 auf. Nach der Landtagswahl 1984 stellte die Österreichische Volkspartei (ÖVP) 25 der 36 Abgeordneten, wobei sie gegenüber der Landtagswahl 1979 ein Mandat hinzugewinnen konnte. Zweitstärkste Fraktion im Landtag blieb die Sozialistische Partei Österreichs (SPÖ), die neun Abgeordnete stellte und gegenüber der abgelaufenen Periode ein Mandat verloren hatte. Zudem war die Freiheitliche Partei Österreichs (FPÖ) unverändert mit zwei Abgeordneten im Landtag vertreten.
Nach der Angelobung der Abgeordneten am 10. Juli 1984 wählten die Landtagsabgeordneten noch am selben Tag die Mitglieder der Landesregierung Wallnöfer VI, die am 5. März 1987 von der Landesregierung Partl I abgelöst wurde. Die Gesetzgebungsperiode endete mit der Angelobung der Abgeordneten der XI. Legislaturperiode am 4. April 1989.

## Funktionen

### Landtagspräsidenten
In der konstituierenden Sitzung wurde Josef Thoman (ÖVP) in seinem Amt als Landtagspräsident bestätigt. Thoman wurde mit 32 von 36 Stimmen gewählt, wobei drei Stimmzettel ungültig geblieben waren und ein Abgeordneter gegen Thoman gestimmt hatte. Auch Erich Berktold (ÖVP) wurde in seinem Amt als 1. Vizepräsident mit demselben Ergebnis wie Thoman bestätigt. Im Amt des 2. Vizepräsidenten löste Hans Tanzer (SPÖ) seinen Vorgänger Adolf Lettenbichler (SPÖ) ab, wobei Tanzer mit 35 von 36 Stimmen, bei einer ungültigen Stimmen, gewählt wurde.

### Klubobleute
Die Abgeordneten der ÖVP bildeten in der konstituierenden Sitzung den „ÖVP-Landtagsklub“, wobei Landeshauptmann Eduard Wallnöfer erneut die Funktion des Klubobmanns übernahm und Josef Thomann bzw. Franz Kranebitter erneut zu seinen Stellvertretern gewählt wurden. Die SPÖ-Abgeordneten bildeten den „Klub sozialistischer Abgeordneter des Tiroler Landtags“ und wählten Hans Tanzer zu ihrem Klubobmann sowie Walter Kanter und Walter Lenzi zu seinen Stellvertretern. Hermann Eigentler übernahm im „Freiheitlichen Landtagsklub“ erneut die Rolle des Klubobmanns, wobei Siegfried Dillersberger sein Stellvertreter wurde.

### Landtagsabgeordnete
| Name                    | Partei | Wahlkreis       | Anmerkung                                                                         |
| ----------------------- | ------ | --------------- | --------------------------------------------------------------------------------- |
| Abendstein Ekkehard     | ÖVP    | Mitte           | bis 24. Juli 1985                                                                 |
| Amor Walter             | ÖVP    | Mitte           | ab 29. Oktober 1986 für Franz Kranebitter                                         |
| Astl Friedrich          | ÖVP    | Mitte           | in der ersten Sitzung für Christian Huber nachgerückt                             |
| Bachmann Dietmar        | ÖVP    | Reststimmen     |                                                                                   |
| Barbist Martin          | ÖVP    | West            | bis 6. Mai 1986                                                                   |
| Basseti Luis            | ÖVP    | Innsbruck-Stadt | Mandatsverzicht in der 1. Sitzung auf Dauer der Zugehörigkeit zur Landesregierung |
| Berktold Erich          | ÖVP    | West            | bis 13. Oktober 1987                                                              |
| Blecha Johann           | SPÖ    | Restmandat      | in der ersten Sitzung für Ernst Fili nachgerückt                                  |
| Bußjäger Günter         | SPÖ    | West            |                                                                                   |
| Dillersberger Siegfried | FPÖ    | Nord            | bis 20. März 1986                                                                 |
| Eberl Sebastian         | FPÖ    | Nord            | ab 20. März 1986 für Siegfried Dillersberger                                      |
| Eberle Ferdinand        | ÖVP    | West            | ab 13. Oktober 1987 für Erich Berktold                                            |
| Eigentler Hermann       | FPÖ    | Restmandat      |                                                                                   |
| Ennemoser Hermann       | ÖVP    | West            | bis 5. März 1987                                                                  |
| Fiegl Christian         | ÖVP    | West            | ab 5. März 1987 für Hermann Ennemoser                                             |
| Fili Ernst              | ÖVP    | Restmandat      | Mandatsverzicht in der 1. Sitzung auf Dauer der Zugehörigkeit zur Landesregierung |
| Gangl Christa           | SPÖ    | Mitte           | ab 25. März 1987 für Hans Tanzer                                                  |
| Giner Maria             | ÖVP    | Mitte           |                                                                                   |
| Gomig Leo               | ÖVP    | Ost             |                                                                                   |
| Greiderer Friedrich     | SPÖ    | Innsbruck-Stadt | Mandatsverzicht in der 1. Sitzung auf Dauer der Zugehörigkeit zur Landesregierung |
| Greiter Franz           | ÖVP    | West            | ab 5. März 1987 für Eduard Wallnöfer                                              |
| Handle Albert           | ÖVP    | Mitte           | in der ersten Sitzung für Alois Partl nachgerückt                                 |
| Hiessl Rudolf           | ÖVP    | Mitte           | ab 23. Oktober 1985 für Ekkehard Abendstein                                       |
| Hörtnagl Hugo           | SPÖ    | Innsbruck-Stadt | in der ersten Sitzung für Friedrich Greiderer nachgerückt                         |
| Huber Christian         | ÖVP    | Nord            | Mandatsverzicht in der 1. Sitzung auf Dauer der Zugehörigkeit zur Landesregierung |
| Jäger Johann            | ÖVP    | Mitte           |                                                                                   |
| Kantner Walter          | SPÖ    | Nord            |                                                                                   |
| Kaufmann Alfons         | SPÖ    | Mitte           |                                                                                   |
| Köchl Anton             | ÖVP    | Innsbruck-Stadt | in der ersten Sitzung für Fritz Prior nachgerückt, bis 31. März 1985              |
| Kranebitter Franz       | ÖVP    | Mitte           | bis 29. Oktober 1986                                                              |
| Landmann Paul           | ÖVP    | Nord            |                                                                                   |
| Leitl Kurt              | ÖVP    | West            |                                                                                   |
| Lenzi Walter            | SPÖ    | Innsbruck-Stadt |                                                                                   |
| Lindner Hans            | ÖVP    | Nord            |                                                                                   |
| Lukasser Theresia       | ÖVP    | Ost             | ab 16. November 1988 für Franz Stangl                                             |
| Mader Helmut            | ÖVP    | Innsbruck-Stadt |                                                                                   |
| Margreiter Josef        | ÖVP    | Nord            |                                                                                   |
| Obermair Siegfried      | SPÖ    | Mitte           |                                                                                   |
| Obitzhofer Andreas      | SPÖ    | Nord            |                                                                                   |
| Partl Alois             | ÖVP    | Mitte           | Mandatsverzicht in der 1. Sitzung auf Dauer der Zugehörigkeit zur Landesregierung |
| Perfler Michael         | ÖVP    | Ost             |                                                                                   |
| Prior Fritz             | ÖVP    | Innsbruck-Stadt | Mandatsverzicht in der 1. Sitzung auf Dauer der Zugehörigkeit zur Landesregierung |
| Reissigl Carl           | ÖVP    | Innsbruck-Stadt | in der ersten Sitzung für Luis Basseti nachgerückt                                |
| Ritzer Max              | ÖVP    | Nord            |                                                                                   |
| Schweiger Johann        | ÖVP    | Mitte           | bis 6. April 1986                                                                 |
| Sock Hans               | ÖVP    | Mitte           |                                                                                   |
| Stangl Franz            | ÖVP    | Ost             | in der ersten Sitzung für Fridolin Zanon nachgerückt, bis 5. Oktober 1988         |
| Steixner Anton          | ÖVP    | Mitte           | ab 6. Mai 1986 für Johann Schweiger                                               |
| Tanzer Hans             | SPÖ    | Mitte           | bis 25. März 1987                                                                 |
| Thoman Josef            | ÖVP    | Innsbruck-Stadt |                                                                                   |
| Vindl Wolfram           | ÖVP    | West            | ab 21. April 1986 für Martin Barbist                                              |
| Wallnöfer Eduard        | ÖVP    | West            | bis 2. März 1987                                                                  |
| Warzilek Rudolf         | ÖVP    | Innsbruck-Stadt | ab 1. April 1985 für Anton Köchl                                                  |
| Zanon Fridolin          | ÖVP    | Ost             | Mandatsverzicht in der 1. Sitzung auf Dauer der Zugehörigkeit zur Landesregierung |